# Джаґат Сінґх II
Джаґат Сінґх II (гінді संग्राम सिंह द्वितीय; 17 вересня 1709 —5 червня 1751) — магарана князівства Мевар у 1734–1751 роках.

## Життєпис
Походив з династії Сесодія. Син Санграм Сінґха II. Посів трон 1734 року. Вже у жовтні 1735 року зазнав нападу з боку Баджі Рао I, пешви Держави маратхів, зазнав поразки, внаслідок чого у січні 1736 року визнав зверхність маратхів, погодившись сплачувати чаут-податок (на кшталт данини). Це спричинило конфлікт з Джай Сінґхом II Качваха, магараджею Амберу. Але вже у 1737 році маратхське військо підійшло до Делі, внаслідок чого Мевар офіційно здихався могольської зверхності.
Втім в подальшому зберіг залежність від Держави маратхів, вимушен платити чаут Махаджі Скіндії, що діяв віді мені пешви. Встановив дружні відносини з впливовим командувачем Малхар Рао I Холкаром, а також уклав союз з магарджею Далел Сінґхом Бунді та Дурджалсалом Хада, магараджею Кота. 
У 1743 році, найнявши маратхів у Холкара, втрутився у боротьбу за владу в Амебері після смерті Джай Сінґха II. Підтримував свого небожа по жіночій лінії — Мадх'я Сінґха проти магараджи Ішварі Сінґха, але у 1744 року усі сторони усі сторони прийшли до мирної угоди, за якою Мадх Сінґх отримував лише деякі володіння. Проте Джаґат Сінґх II стикнувся з вимогами маратхів сплатити платню. Тоді маратхи стли нападати на землі Мадх Сінґха, в результаті чого магарана відступив до своєї столиці Удайпур. Ішварі Сінґх знову виступив проти Мадх Сінґха. Тому Джаґат Сінґх II домовився з Малхар Рао I проти прибуття допоміжним військом його сина Ханде Рао. У битві біля Раджамагалу 1747 року спільно з правителями Бунді і Кота зазнав ніщивної поразки від Ішварі. Наслідком став вихід Джаґат Сінґх II з коаліції, сплата величезної данини Ішварі Сінґху. 1748 року магарана не надав допомоги Мадх Сінґху у битві біля Багру, де останній знову був переможений.
В останні роки Джаґат Сінґх II відійшов від активної зовнішньої політики, поринув у розваги та розкоші, підтримуючи митців. Помер 1751 року, залишивши спустошену державну скарбницю. Йому спадкував син Пратап Сінґх II.